# Svalové vlákno

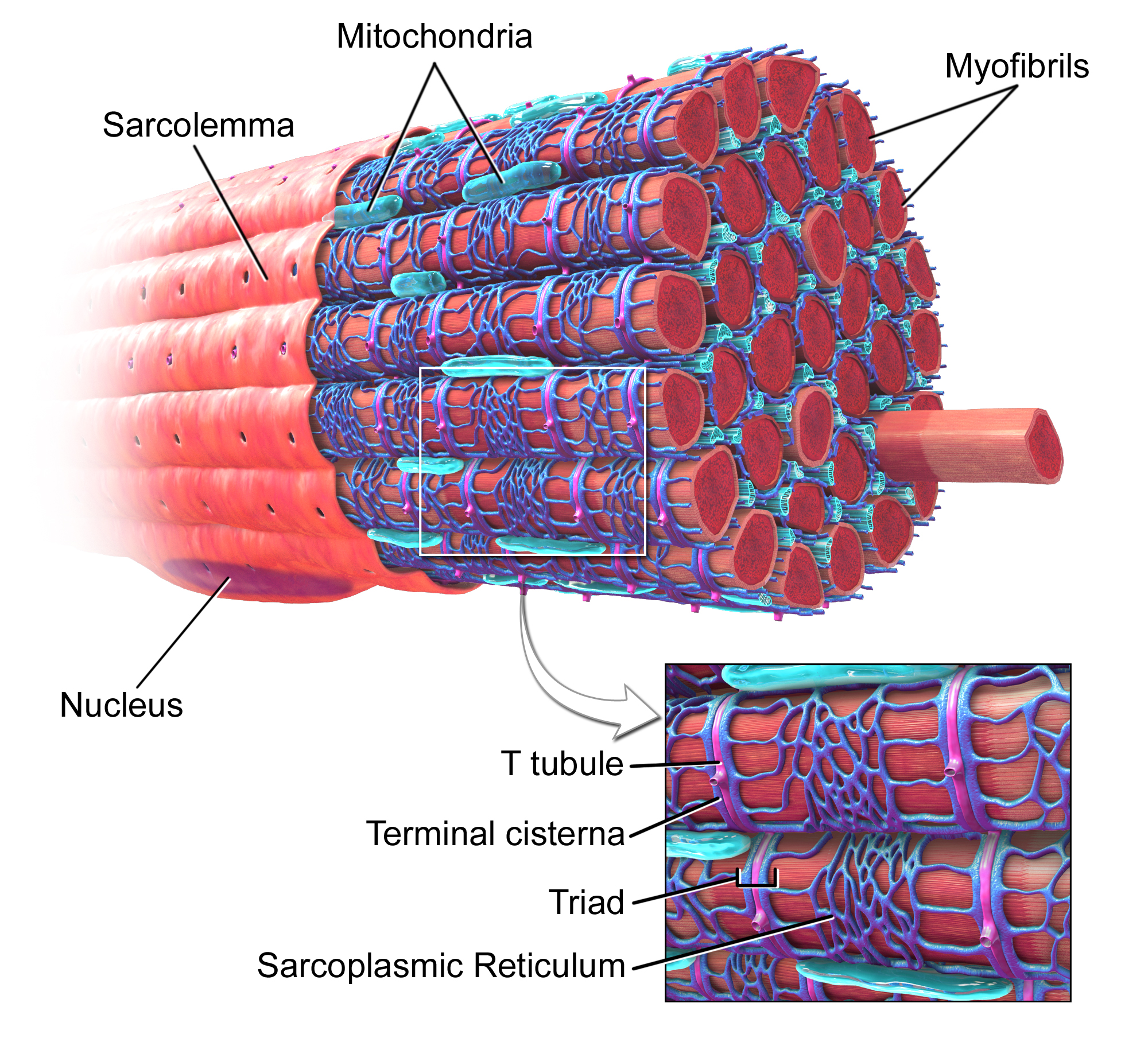
uspořádání myofibril - svalových vláken v rámci snopce až svalu

Svalové vlákno je základní stavební jednotka příčně pruhovaného (kosterního) svalu. Ve skutečnosti se jedná o typ myocytu (svalové buňky, konkrétně tzv. rhabdomyocyt), která je vícejaderná a dosahuje značné délky. Jedno svalové vlákno má sice průměr jen asi 10–100 µm, ale může být dlouhé až 40 cm (tzn. délka nejdelších svalů). Svalová vlákna jsou uspořádána do snopců. 
Svalové vlákno vzniká z jednojaderných myoblastů, které splývají v mnohojaderná svalová vlákna. Mnohojaderný útvar se obecně nazývá syncytium. 
Povrch svalového vlákna je pokryt sarkolemou. Uvnitř svalového vlákna jsou uspořádány myofibrily, účinná složka svalu, která obsahuje kontraktilní proteiny aktin a myosin.